# Libman-Sacks-Endokarditis
Die Libman-Sacks-Endokarditis oder nichtbakterielle thrombotische Endokarditis ist eine Erkrankung des Herzens. Sie ist eine besondere Form der nichtinfektiösen Endokarditis mit Ablagerung von kleinen Thromben und später größeren Vegetationen an den Herzklappen, die bei Krankheiten mit einer allgemein erhöhten Blutgerinnung („Hyperkoagulabilität“) auftreten kann.
Die klassische Grunderkrankung ist der systemische Lupus erythematodes (SLE), aber ebenso kann eine Libman-Sacks-Endokarditis bei Antiphospholipid-Syndrom (APS), rheumatoider Arthritis, Vaskulitis, Sepsis und fortgeschrittenem Krebs auftreten.
Die Bezeichnung geht auf die US-amerikanischen Internisten Emanuel Libman und Benjamin Sacks zurück, die diese Form der Endokarditis 1924 erstmals an vier Patienten des Mount Sinai Hospital in New York als atypical verrucous endocarditis (atypische verruköse Endokarditis) beschrieben.
Typisch sind große Vegetationen auf den Herzklappen, die meist fibrotisch sind, oder aus proliferierenden Endothelzellen, Myozyten und mononukleären Entzündungszellen bestehen. Die meisten Vegetationen sind klein und hämodynamisch unbedeutend. Die Chordae tendineae können dabei auch eine starke Verdickung aufweisen. Es besteht eine starke Neigung zu örtlichen Entzündungsinfiltraten. Nicht selten tritt zusätzlich eine Pleuritis oder eine Perikarditis auf. Bei 10 % der Patienten entwickelt sich jedoch eine Klappeninsuffizienz bis hin zu einer Herzinsuffizienz.
Die Thromben und Vegetationen sind weniger stabil am Endokard fixiert und das Risiko einer Streuung ist höher als bei einer bakteriellen Endokarditis mit möglichen systemischen Embolien. Auch ein akutes Koronarsyndrom kann selten auftreten.
Meist sind die linken Herzklappen betroffen, am häufigsten die Mitralklappe, gefolgt von der Aortenklappe. Mittels transthorakalen Ultraschalls finden sich Zeichen einer Libman-Sacks-Endokarditis bei 7–11 % aller Patienten mit SLE, mittels transösophagealen Ultraschalls zeigen sich Veränderungen bei bis zu 43 % aller SLE-Patienten. Bei Autopsien vorzeitig an SLE verstorbener Patienten betrug die Rate von endokarditischen Veränderungen 13–65 %.
Risikofaktoren für eine Endokarditis bei SLE-Patienten sind eine hohe Krankheitsaktivität, das Vorliegen einer Lupus-Nephritis und das Vorhandensein von Antiphospholipid-Antikörpern (dreifach erhöhtes Risiko).
Die optimale Therapie der Libman-Sacks-Endokarditis ist unbekannt, entscheidend ist die Therapie der zugrundeliegenden systemischen Erkrankung und deren Hyperkoagulabilität.
Eine verminderte Prävalenz bei SLE-Patienten und die vermehrte Beobachtung abgeheilter Läsionen nach Aufkommen der Cortisontherapie in den 1970er Jahren ließen vermuten, dass diese effizient ist. Kohortenstudien haben jedoch keinen Zusammenhang zwischen einer immunosuppressiven oder zytotoxischen Medikation und einer Veränderung des Auftretens oder der From der Endokarditis aufzeigen können. Einzelberichte beschrieben auch eine Verschlechterung unter Cortisontherapie.
Chirurgische Eingriffe sind mit einem hohen Komplikationsrisiko verbunden.